# Andrea Bartolozzi
Pour les articles homonymes, voir Bartolozzi.
Andrea Bartolozzi, né le 3 mai 1999 à Borgomanero, est un coureur cycliste italien.

## Biographie
Né à Borgomanero dans le Piémont, Andrea Bartolozzi réside à Ornavasso. Il commence le cyclisme à la Pedale Ossolano. Dans les catégories des jeunes, il se distingue au niveau régional en obtenant plus de vingt victoires.
En 2017, il s'impose à six reprises chez les juniors (moins de 19 ans). Il fait ensuite ses débuts espoirs en 2018 dans l'équipe Viris L&L-Sisal-Matchpoint. En 2019, il remporte la Coppa 1° Maggio, réservée aux coureurs de moins de 21 ans. 
Il passe finalement professionnel en 2020 au sein de l'équipe Vini Zabù-KTM, après y avoir été stagiaire. À cause de la pandémie de Covid-19, il manque une grande partie des courses prévues à son programme. C'est finalement sur le Tour du Limousin qu'il effectue sa reprise au mois d'aout. À l'issue de cette saison, il ne comptabilise que neuf jours de course.

## Palmarès
- 2019
  - Coppa 1° Maggio
  - 2e de Milan-Tortone